# Parlamentsstenografie

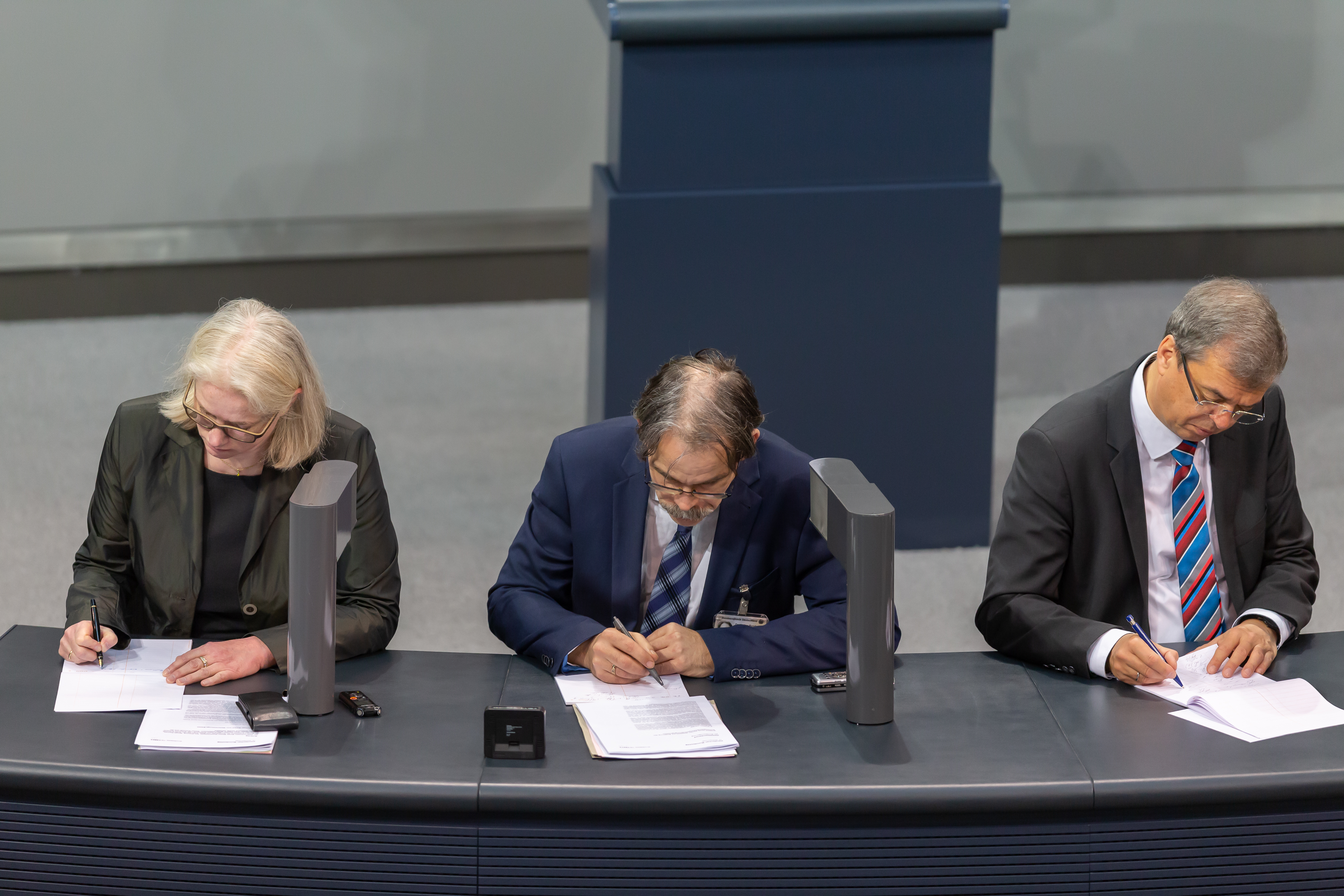
Parlamentsstenografen im Deutschen Bundestag vor dem Rednerpult, 2020

Parlamentsstenografie ist die Transkription von Parlamentsdebatten durch Stenografen.

## Historische Vorbilder
Ein frühes Beispiel für den Einsatz von Parlamentsstenografie findet sich bei Marcus Tullius Tiro, der die Reden gegen Catilina des römischen Politikers Marcus Tullius Cicero aufzeichnete; zu diesem Zweck entwickelte er ein Kurzschriftsystem für die lateinische Sprache, die tironischen Noten.

## Deutschland
Einer der ersten, die in Deutschland stenografierten, war Franz Xaver Gabelsberger; er und seine Schüler protokollierten die Debatten in der ersten Ständeversammlung in München. Man sprach von „Kammerstenographie“. Bald wurden in allen deutschen Landtagen stenografische Dienste eingerichtet, und bei der Frankfurter Nationalversammlung 1848/49. Erster Leiter wurde der Chef des Stenografenbüros des Sächsischen Landtags, der Dresdner Professor Franz Jakob Wigard, der zugleich Abgeordneter und ein Schüler Gabelsbergers war. Danach wurden stenografische Berichte von allen deutschen Zentralparlamenten erstellt: im Unionsparlament von Erfurt 1850, im Norddeutschen Reichstag 1867–1870, im Deutschen Reichstag 1871–18, in der Weimarer Nationalversammlung 1919–1920, im Deutschen Reichstag 1920–1945, in der Volkskammer der DDR 1949–1990 und im Deutschen Bundestag ab 1949.
Die Plenarprotokolle dienten neben der Funktion für den parlamentarischen Geschäftsbetrieb der Öffentlichkeit. Sie wurden zur Quelle für die Auseinandersetzung der Parteien und der Kontrolle der Regierung sowie für Journalisten, politische Bildung und Historiker. Während der Herrschaft des Nationalsozialismus 1933–1945 wurde ein Großteil des Stenografischen Dienstes der Parlamente überflüssig und daher zerschlagen. In der Nachkriegszeit begleiteten die Stenografen dann wieder die Verhandlungen der verfassunggebenden Landesversammlungen und neuen Landtage sowie den Parlamentarischen Rat in Bonn 1948/49.
Derzeit arbeiten knapp 200 Menschen in Deutschland als Berufsstenografen. Zum überwiegenden Teil sind sie im Verband der Parlaments- und Verhandlungsstenografen organisiert, der 1953 als Nachfolger des 1908 gegründeten Vereins Deutscher Kammerstenographen (VDK) entstand.
Neben den bei der Verwaltung der Volksvertretungen angestellten Parlamentsstenografen entwickelte sich in Kaiserreich und Weimarer Republik aus der Stenografie ein journalistischer Berufszweig. Stenografen arbeiteten für als „Parlamentskorrespondenz“ bezeichnete Nachrichtendienste, die in Reichstag und den Landtagen Sitzungsberichte mit ausführlichen Redeauszügen erstellten, die die Zeitungskunden damals je nach Parteirichtung ausführlich abdruckten. In den 1920er Jahren dominierten drei Dienste: das Nachrichtenbüro des Vereins der deutschen Zeitungsverleger, das der VDZV 1919 gemeinsam mit dem halbamtlichen Wolffs Telegraphisches Bureau (WTB) gegründet hatte und erstmals bei der Weimarer Nationalversammlung aktiv wurde, der TU-Parlamentsdienst der Telegraphen-Union, die zum Hugenberg-Konzern gehörte, und der Sozialdemokratische Pressedienst. Ihre Reporter waren meist selbst gelernte Stenografen und verbanden die beiden Berufe. 1913 gründeten sie, bewusst getrennt von anderen Berufsverbänden, den Verein der Parlamentsjournalisten in Berlin.

## Die Aufnahme von Plenarsitzungen des Deutschen Bundestages

### Arbeitsorganisation
Im Deutschen Bundestag sind während der Plenarsitzungen 14 Personen als Turnusstenografen und 9 Personen als Revisoren im Einsatz; es stenografieren stets 1 Stenograf und 1 Revisor gleichzeitig. Die Stenografen lösen einander im 10-Minuten-Takt ab, für die Revisoren gilt ein 30-Minuten-Takt.

### Aufgaben der Turnusstenografen
Selbstverständlich stehen den Stenografen auch Tonaufzeichnungen der Reden zur Verfügung. Festzuhalten sind neben dem Wortlaut der Rede aber auch Beifall ([einfacher] „Beifall“, „Lebhafter Beifall“, „Stürmischer Beifall“, „Anhaltender Beifall“, „Langanhaltender Beifall“), „Heiterkeit“ (Reaktion auf komische Situationen), „Lachen“ (Lachen über das, was der politische Gegner sagt), Zurufe (wer und was genau) und sonstiges Geschehen im Plenarsaal (z. B. „Die Abgeordneten der CDU/CSU erheben sich“ im Zusammenhang mit stehenden Ovationen). Es spielt eine Rolle, an welcher Stelle der Rede wer Beifall spendet. Beispiele: Wenn nahezu die gesamte SPD-Fraktion Beifall spendet, heißt es im Protokoll, dem so genannten „Stenografischen Bericht“, „Beifall bei der SPD“. Wenn bei der FDP immerhin ein nennenswerter Teil der Abgeordneten Beifall spendet, heißt es „Beifall bei Abgeordneten der FDP“. Wenn bei der LINKEN nur der Abg. Birkwald Beifall spendet, heißt es „Beifall beim Abg. Matthias W. Birkwald (LINKE)“. Eine große Rolle spielt, an welcher Stelle der Rede wer was zuruft, und es wird häufig zugerufen im Deutschen Bundestag. Zurufe lassen sich anhand der Videoaufzeichnungen in der Mediathek des Deutschen Bundestages in der Regel nicht nachvollziehen. Die Redner gehen aber auch auf Zurufe ein. Das Protokoll bietet hier also mehr das, was eine Videoaufzeichnung festzuhalten vermag.
Zwischen ihren Einsätzen, ihren Turnussen, diktieren die Turnusstenografen die Rohfassung des Redeausschnitts, den sie aufgenommen haben, vorzugsweise einer Mitarbeiterin, alternativ einem Spracherkennungsprogramm. Die Aufgabe der Turnusstenografen besteht darin, unter Zeitdruck das gesprochene Wort in die geschriebene Sprache zu überführen. Es ist nicht übertrieben, hier von einer Übersetzung von dem einen in das andere Medium zu sprechen. Die Turnusstenografen unterstützen die gedankliche Struktur der Rede visuell durch eine geeignete Interpunktion; dazu gehören insbesondere Absätze, Parenthesen, Semikola. Sie lektorieren den Text; korrigiert werden z. B. missverständliche Verkürzungen der Namen von Organisationen (z. B. „die Pilotenvereinigung“ statt „die Vereinigung Cockpit“ oder „die Pilotenvereinigung Cockpit“), falsche sprachliche Bilder („den Finger in die Wunde legen“ statt „den Finger auf die Wunde legen“; „die grüne Karte zeigen“ statt „grünes Licht geben“), offenkundige inhaltliche Fehler („1 Million“ statt „1 Milliarde“ oder auch falsche Jahreszahlen). Darüber hinaus machen sie ersichtlich, bei welchen Wörtern genau es sich um ein Zitat handelt.
Die Schwierigkeit besteht darin, zu unterscheiden, welche Elemente der gesprochenen Sprache bei der Übersetzung in die geschriebene Sprache zu modifizieren sind (z. B. „weil“ + Hauptsatz, z. B. übermäßig eingesetztes „auch“, wenn Marotte der Rednerin) und welche nicht modifiziert werden dürfen (z. B. dem Laien umständlich anmutende Wiederholungen, die aus Gründen der Rhetorik aber bewusst gesetzt werden). Idealerweise soll der Leser des Protokolls die Reden mühelos, ohne Missverständnisse nachvollziehen können. Es handelt sich beim Protokoll also nicht um eine strengwörtliche, sondern um eine scheinwörtliche Wiedergabe der Reden. Wie man das macht, ohne etwas zu verfälschen, hat in Deutschland eine 200-jährige Tradition.

### Aufgaben der Revisoren
Die dienstälteren Stenografen und Stenografinnen lesen als Revisor das gegen, was die Turnusstenografen verschriftlicht haben. Sie prüfen, ob die Turnusstenografen das modifiziert haben, was zu modifizieren ist, und es unterlassen haben, das zu modifizieren, was nicht modifiziert werden darf, beides auf sprachlicher wie auf inhaltlicher Ebene. Sie unterstützen die Turnusstenografen mit ihrer Erfahrung, sprachlich wie inhaltlich. Sie bemühen sich, Zitate zu überprüfen, die zu überprüfen den Turnusstenografen aus welchen Gründen auch immer nicht möglich war. Sie ergänzen die Verschriftlichung des Geschehens um die Teile, die sie aufgrund ihres Sitzplatzes auf der linken Seite des Hauses visuell oder akustisch besser wahrnehmen konnten als die Turnustenografen.

### Das Korrekturrecht der Redner
Vor der Veröffentlichung des Stenografischen Berichts bekommen die Abgeordneten die Verschriftlichung ihrer Reden vorgelegt. Sie bekommen exakt zwei Stunden Zeit, um die Texte gegenzulesen und Änderungswünsche anzumelden. Änderungen müssen in demselben Rahmen bleiben, der für eine scheinwörtliche Wiedergabe der Reden in Deutschland der historisch gewachsene Usus ist. Im Grunde genommen haben die Stenografen das Recht, die gesprochene Rede in eine angemessene Schriftform zu überführen, treuhänderisch für die Abgeordneten wahrgenommen. Zur Aufgabe der Revisoren gehört es, zu prüfen, inwieweit mögliche Änderungswünsche der Abgeordneten in diesem Rahmen bleiben, und gegebenenfalls Rücksprache zu halten.

## Einstellungsvoraussetzungen
Die meisten Parlamente in Deutschland streben eine Verbeamtung ihrer angehenden Parlamentsstenografen an.
Die Einstellungsvoraussetzungen richten sich daher nach der jeweiligen Bundes‑ bzw. Landesgesetzgebung.
Im Deutschen Bundestag zum Beispiel wird ein abgeschlossenes Hochschulstudium erwartet, § 17 Abs. 5 Nr. 1 BBG.
Die Fachrichtung ist hierbei egal; im Deutschen Bundestag sind sowohl Naturwissenschaftler als auch Geisteswissenschaftler tätig, z. B. sind Informatiker und Philosophen vertreten.
Eine Sicherheitsüberprüfung ist in allen Parlamenten obligatorisch.